# Secret Story - Casa dos Segredos (4.ª edição)
Secret Story - Casa dos Segredos 4 foi a quarta edição do reality show português. Iniciou em 29 de Setembro de 2013 com a apresentação de Teresa Guilherme.

## Casa
Nesta edição a casa conta com 20 concorrentes, que usufruem de várias divisões - cozinha, dispensa, confessionário, lounge, sala, quarto dourado, quarto prateado e casa de banho. Também existem algumas salas secretas - quarto secreto, restaurante secreto, sala de controlo da Voz (onde os concorrentes tomam importantes decisões), sala dos espelhos, sala da realidade aumentada e sala vermelha.
Conta também com um jardim equipado com uma piscina que os concorrentes podem desfrutar em dias quentes. No jardim existe um alçapão que dá acesso ao túnel dos segredos que dá entrada a algumas salas secretas.
Tem uma vasta variedade de cores entre todas as divisões o que dá harmonia e alegria. É também de realçar que o confessionário é idêntico ao do Secret Story 7 France.

## Emissão
| Programa         | Emissão                      | Apresentação                                                    |
| ---------------- | ---------------------------- | --------------------------------------------------------------- |
| Gala de expulsão | Domingo                      | Teresa Guilherme                                                |
| Nomeações        | Terça                        | Teresa Guilherme                                                |
| Diário da Tarde  | Segunda a Sexta              | Alexandra Lencastre                                             |
| Extra            | Segunda a Sexta              | Leonor Poeiras, Alexandra Lencastre                             |
| Repórteres       | -                            | Marta Cardoso, Nuno Eiró, Isabel Silva                          |
| Comentadores     | Sexta                        | Alexandra Lencastre, Nuno Eiró, Fanny Rodrigues, Flávio Furtado |
| Direto           | várias vezes ao longo do dia | (apenas imagem, sem apresentador)                               |
| TVI Direct       | Canal 13 na MEO              | (apenas imagem, sem apresentador)                               |

## Concorrentes

### Aníbal
O Aníbal tem 37 anos e vem de Alenquer. É gestor operacional de uma empresa de produtos químicos. É irmão gémeo de um mediático concorrente do Big Brother, o Marco Borges. Quer entrar na Casa dos Segredos para pôr de parte o estigma de «irmão do Marco» e passar a ser simplesmente o Aníbal Borges. É um homem que vive o momento como se o amanhã não existisse.
Segredo: "Roubei para comer"

### Bernardina
A Bernardina tem 20 anos e vem de Paços de Brandão, concelho de Santa Maria da Feira. Em criança tinha o sonho de ser mecânica, tal como o seu ídolo, o padrinho. Gosta de ser o centro das atenções. Sempre que pode canta e simula estar num palco. Vem de uma família muito unida. Estão sempre juntos em todas as ocasiões.
Segredo: "Somos falsas inimigas" (com Joana)

### Bruno
O Bruno tem 23 anos e vem da Amadora. É estudante de Gestão de Empresas. É perfeccionista em tudo o que faz e controla tudo o que o rodeia. É um jogador nato e no casino é capaz de acertar nove em cada dez jogadas na banca francesa. Quando provocado reage com um discurso inteligente de forma a ridicularizar o inimigo.
Segredo: "Sou herdeiro de uma grande fortuna"

### Débora
A Débora tem 19 anos, é modelo e vem da Fuseta, no Algarve. Terminou recentemente o 12º ano e para já não pensa estudar mais, pois quer ser hospedeira de bordo. Adora sair à noite, apesar de ter medo do escuro. Nunca dormiu sozinha devido a essa fobia. É muito exigente com os namorados. Por coincidência, todos os que teve até hoje pertenceram ao plantel do Sporting.
Segredo: "Sou vítima de roubo de identidade na internet"

### Diana
A Diana tem 20 anos e vem de Vila Real, de Trás-os-Montes. Estuda direito na Universidade de Coimbra e quer acabar com a ideia de que os concorrentes da Casa dos Segredos têm pouca cultura. Admira Fernando Pessoa, por ser um misto de personalidades num só ser humano. Na fama, agradam-lhe três factores: o poder, a extravagância e a luxúria.
Segredo: "Fui escolhida por um concorrente"

### Diogo
O Diogo tem 24 anos e vem de Sesimbra. Já foi bagageiro, comercial e barman. Trabalha na empresa do pai, no ramo imobiliário. Gosta actividades ligadas ao mar. Diverte-se a apanhar marisco e a praticar mergulho. Tem 1,95 m de altura, e não passa despercebido nas discotecas. Já teve várias namoradas, mas tem dificuldade em ser fiel. Se fosse um super-herói seria o Homem Fogo, para deixar o coração das mulheres em chama.
Segredo: "Sofri um enfarte do miocárdio"

### Érica
A Érica tem 24 anos e vem da Ribeira Brava, Madeira, onde é cabeleireira. Gosta de vir ao continente, especialmente no verão, porque a noite é mais agitada. Não é mulher de relações sérias, mas de amizades coloridas. Conhece muitos famosos, desde jogadores de futebol a músicos e actores. Orgulhosa e senhora do seu nariz, diz que tem jeito para mandar nas outras pessoas.
Segredo: "Mantenho uma lista de todas as pessoas com quem me envolvi sexualmente"

### Joana
A Joana tem 20 anos, vem de Castanheira do Ribatejo-Vila Franca de Xira e é bailarina de alta competição. Foi campeã nacional de danças de salão e representa Portugal em várias competições internacionais. Uma vez por semana ajuda a mãe, que é peixeira. Está solteira e diz-se feliz assim. Nunca sofreu por amor. Gosta de um homem com um bom corpo e humildade.
Segredo: "Somos falsas inimigas" (com Bernardina)

### João
O João tem 24 anos, vem de Matosinhos e é barman no Porto. Gosta do que faz e diz que só assim se alcança o sucesso. É um rapaz aplicado e dedica-se a 100 por cento a todos os desafios que tem de enfrentar. Não tem namorada. Adora mulheres morenas e também se perde por loiras esculturais, mas a menina dos seus olhos é a sua filha.
Segredo: "Sou o infiltrado da Voz"

### Juliana
A Juliana tem 24 anos e vem da Trofa. Tirou o curso de medicina tradicional chinesa, mas é make-up artist e também faz trabalhos como bailarina de cantores populares. Gosta que a associem a uma «barbie» por ter uma imagem tão produzida. Diz que noutra vida já foi a Marilyn Monroe, por ser uma mulher de desejo, sensualidade e extrema beleza. É super energética e irrita-se com pessoas lentas.
Segredo: "Oiço vozes dentro da minha cabeça"

### Lourenço
O Lourenço tem 31 anos e vem do Luxemburgo mas gostaria de regressar a Portugal. Terminou recentemente uma relação de nove anos. Tem uma filha, fruto desta união. Nos tempos livres gosta de escrever romances, mas só escreve para si. Não gosta de seguir o rebanho e prefere ser o líder da matilha.
Segredo: "Mudei de sexo este ano"

### Luís
O Luís adora música popular portuguesa e não perde a oportunidade de dar um pezinho de dança. Tem 24 anos, vem de Elvas e é ajudante de topógrafo. É muito emotivo e chora com facilidade. O seu ídolo nacional é a Liliane Marise. Garante que já namorou com quase todas as raparigas da sua região. O seu truque é uma simples camisa branca. É infalível com as portuguesas e deixa as espanholas loucas. É irmão do apresentador e cronista social Cláudio Ramos.
Segredo: "Sou irmão de uma figura pública"

### Maria Joana
A Maria Joana tem 22 anos e vem de Lisboa. Acredita nas energias e no karma. Gosta de estar rodeada de pessoas, mas não de depender delas, por isso rejeita prender-se em relacionamentos. Viciada no telemóvel e na internet. Só dá aos outros o que recebe e tem sempre uma resposta na ponta da língua.
Segredo: "Sou descendente de aristocratas"

### Pedro
O Pedro tem 22 anos e vem de Vilamoura. É personal trainer, rececionista num ginásio e nadador-salvador na praia da Falésia. Tem um irmão gémeo e diz ser o mais rebelde dos dois. Gosta das loucuras, animação e sedução das saídas à noite. Consegue sempre o que quer e sem esforço. Se tiver de se definir numa palavra, considera-se único.
Segredo: "Salvei duas pessoas da morte"

### Rúben
O Rúben tem 21 anos e vem de Belmonte. Tem grande sucesso entre as mulheres. Elas são o seu maior vício. Tem três namoradas. Se fosse um animal gostaria de ser um golfinho, por ser muito querido e fofinho e porque as mulheres adoram tocar-lhes. É de ideias fixas, muito teimoso e segue sempre o seu coração. Quer entrar para mostrar a força da zona centro.
Segredo: "Participo em "swing""

### Rute
A Rute tem 37 anos, vem de Setúbal e neste momento está desempregada. Com a participação na Casa dos Segredos pretende dar um futuro melhor à filha. Já trabalhou como vendedora, ajudante de cabeleireira, auxiliar de infância e já andou na apanha da minhoca e nas vindimas. Considera-se uma lutadora. Namora com um rapaz mais novo e não perdem uma boa festa.
Segredo: "Fui torturada pela minha mãe"

### Sofia
A Sofia tem 24 anos e vem do Barreiro. É barmaid numa discoteca da margem sul. Rejeita provocações. Não gosta de perder. Não admite que a pisem e não se intimida. Considera-se uma mulher sincera, simpática e divertida. Se fosse um super-herói seria a catwoman, porque para além de ser uma heroína é super sensual.
Segredo: "Temos uma filha em comum" (com Tierry)

### Tiago
O Tiago tem 23 anos e vem de Almada. Gostava de ser político, mas está desempregado. A sua vida gira em torno das mulheres. Admira o Zé-Zé Camarinha por ser o melhor dos sedutores. Se fosse um animal, seria um leão, porque é o rei da selva, e as leoas caçam para ele.
Segredo: "A minha mãe adivinha o futuro"

### Tierry
O Tierry tem 23 anos e vem da Praia Grande, Sintra. É modelo internacional. Passa várias horas no ginásio e tem um extremo cuidado em manter uma mente sã e um corpo saudável. Pratica Capoeira e é exímio a dar saltos mortais. É muito competitivo e não gosta de perder. Gosta que falem de si, não importa como.
Segredo: "Temos uma filha em comum" (com Sofia)

### Yana
A Yana tem 22 anos e vive em Campo Maior, no Alentejo. Ucraniana, veio para Portugal aos 14 anos e teve de se adaptar a uma cultura completamente diferente. Considera-se uma pessoa difícil de aturar. Terminou há pouco tempo a licenciatura em Design de Moda e pretende vir trabalhar para Lisboa. Quer acabar com o preconceito que ainda existe em relação às pessoas dos países de leste.
Segredo: "Nunca conheci o meu pai"

## Entradas e eliminações
Tabela de entradas e eliminações
| Classificação | Classificação | Classificação       | Classificação          | Classificação          | Classificação | Classificação |
| #             | Concorrente   | Origem              | Entrada                | Saída                  | Nomeações     | Total votos   |
| ------------- | ------------- | ------------------- | ---------------------- | ---------------------- | ------------- | ------------- |
| 1             | Luís          | Elvas               | 29 de Setembro de 2013 | 1 de Janeiro de 2014   | 0             | 11            |
| 2             | Sofia         | Barreiro            | 29 de Setembro de 2013 | 1 de Janeiro de 2014   | 1             | 11            |
| 3             | Diogo         | Sesimbra            | 29 de Setembro de 2013 | 1 de Janeiro de 2014   | 3             | 7             |
| 4             | Érica         | Ribeira Brava       | 29 de Setembro de 2013 | 1 de Janeiro de 2014   | 3             | 10            |
| 5             | Joana         | Vila Franca de Xira | 29 de Setembro de 2013 | 1 de Janeiro de 2014   | 1             | 6             |
| 7             | Bernardina    | Paços de Brandão    | 29 de Setembro de 2013 | 22 de Dezembro de 2013 | 4             | 12            |
| 7             | Tiago         | Almada              | 29 de Setembro de 2013 | 22 de Dezembro de 2013 | 1             | 7             |
| 8             | Rúben         | Belmonte            | 29 de Setembro de 2013 | 15 de Dezembro de 2013 | 5             | 20            |
| 9             | Maria Joana   | Lisboa              | 29 de Setembro de 2013 | 8 de Dezembro de 2013  | 1             | 8             |
| 10            | Débora        | Olhão               | 29 de Setembro de 2013 | 1 de Dezembro de 2013  | 1             | 4             |
| 11            | Bruno         | Amadora             | 29 de Setembro de 2013 | 28 de Novembro de 2013 | 4             | 16            |
| 12            | João          | Matosinhos          | 29 de Setembro de 2013 | 24 de Novembro de 2013 | 2             | 14            |
| 13            | Diana         | Vila Real           | 29 de Setembro de 2013 | 17 de Novembro de 2013 | 2             | 7             |
| 14            | Lourenço      | Luxemburgo          | 29 de Setembro de 2013 | 10 de Novembro de 2013 | 1             | 4             |
| 15            | Tierry        | Sintra              | 29 de Setembro de 2013 | 4 de Novembro de 2013  | 0             | 5             |
| 16            | Juliana       | Trofa               | 29 de Setembro de 2013 | 3 de Novembro de 2013  | 3             | 10            |
| 17            | Pedro         | Vilamoura           | 6 de Outubro de 2013   | 27 de Outubro de 2013  | 1             | 5             |
| 18            | Rute          | Setúbal             | 6 de Outubro de 2013   | 20 de Outubro de 2013  | 1             | 10            |
| 19            | Aníbal        | Alenquer            | 29 de Setembro de 2013 | 13 de Outubro de 2013  | 1             | 5             |
| 20            | Yana          | Ucrânia             | 29 de Setembro de 2013 | 6 de Outubro de 2013   | 1             | 5             |

Legenda
|  |               |
|  | Vencedor      |
|  | Vice-vencedor |
|  | Eliminado/a   |
|  | Desistiu      |
|  | Finalista     |

## Nomeações e expulsões
|              | Sem 1                                          | Sem 2                                 | Sem 3                                    | Sem 4                                        | Sem 5                             | Sem 6                                   | Sem 7                                  | Sem 8                                  | Sem 9                                       | Sem 10                                  | Sem 11              | Sem 12                                          | Sem 13                       | Sem 14                       |
| ------------ | ---------------------------------------------- | ------------------------------------- | ---------------------------------------- | -------------------------------------------- | --------------------------------- | --------------------------------------- | -------------------------------------- | -------------------------------------- | ------------------------------------------- | --------------------------------------- | ------------------- | ----------------------------------------------- | ---------------------------- | ---------------------------- |
| Luís         | Sofia Diana                                    | Não Elegível                          | Rute Juliana                             | Não Elegível                                 | Érica Sofia Juliana               | Não Elegível                            | Não Elegível                           | Não Elegível                           | Maria Joana                                 | Não Elegível                            | Não Elegível        | Imune                                           | Vencedor (Dia 94)            | Vencedor (Dia 94)            |
| Sofia        | Não Elegível                                   | Aníbal Luís                           | Não Elegível                             | Rúben                                        | Salva por Tierry                  | Rúben Bruno                             | João                                   | João                                   | Não Elegível                                | Maria J. Luís                           | Luís                | Nomeada                                         | 2º lugar (Dia 94)            | 2º lugar (Dia 94)            |
| Diogo        | Bernardina Yana                                | Não Elegível                          | Rute Juliana                             | Não Elegível                                 | Juliana Érica Juliana Bernardina  | Não Elegível                            | Não Elegível                           | Não Elegível                           | Érica                                       | Nomeado                                 | Nomeado             | Nomeado                                         | 3º lugar (Dia 94)            | 3º lugar (Dia 94)            |
| Érica        | Quarto Secreto                                 | João                                  | Imune                                    | João                                         | Nomeada                           | Rúben Bruno                             | João                                   | João                                   | Nomeada                                     | Maria J. Rúben                          | Rúben Diogo         | Nomeada                                         | 4º lugar (Dia 94)            | 4º lugar (Dia 94)            |
| Joana        | Imune                                          | Rúben Rúben                           | Não Elegível                             | Rúben                                        | Não Elegível                      | Bruno                                   | Bruno João                             | Bruno João                             | Não Elegível                                | Maria J. Rúben                          | Diogo               | Imune                                           | 5º lugar (Dia 94)            | 5º lugar (Dia 94)            |
| Bernardina   | Nomeada                                        | Tierry Tierry                         | Não Elegível                             | Bruno                                        | Não Elegível                      | Bruno                                   | Bruno Diogo                            | Bruno Diogo                            | Nomeada pela Voz                            | Maria J. Rúben                          | Rúben Diogo         | Nomeada                                         | Eliminada (Dia 85)           | Eliminada (Dia 85)           |
| Tiago        | Maria Joana Yana                               | Não Elegível                          | Diana Rute Maria J.                      | Não Elegível                                 | Não pode nomear                   | Não Elegível                            | Não Elegível                           | Não Elegível                           | Érica                                       | Não Elegível                            | Não Elegível        | Nomeado                                         | Eliminado (Dia 85)           | Eliminado (Dia 85)           |
| Rúben        | Débora Maria Joana                             | Nomeado                               | Joana Joana                              | Nomeado                                      | Débora Érica Débora Sofia         | Nomeado                                 | Não Elegível                           | Não Elegível                           | Érica                                       | Nomeado                                 | Nomeado             | Eliminado (Dia 78)                              | Eliminado (Dia 78)           | Eliminado (Dia 78)           |
| Maria Joana  | Não Elegível                                   | Tiago Aníbal Tiago                    | Não Elegível                             | Rúben                                        | Não Elegível                      | Tiago                                   | Luís                                   | Luís                                   | Não Elegível                                | Bernardina Luís                         | Eliminada (Dia 71)  | Eliminada (Dia 71)                              | Eliminada (Dia 71)           | Eliminada (Dia 71)           |
| Débora       | Não Elegível                                   | Bruno Rúben Rúben                     | Imune                                    | Rúben                                        | Não Elegível                      | Rúben Tiago                             | Rúben                                  | Rúben Tiago                            | Nomeada                                     | Eliminada (Dia 64)                      | Eliminada (Dia 64)  | Eliminada (Dia 64)                              | Eliminada (Dia 64)           | Eliminada (Dia 64)           |
| Bruno        | Bernardina Débora                              | Nomeado                               | Diana Rute Juliana                       | Não Elegível                                 | Bernardina Érica Bernardina Diana | Nomeado                                 | Nomeado                                | Nomeado                                | Joana                                       | Desistiu (Dia 60)                       | Desistiu (Dia 60)   | Desistiu (Dia 60)                               | Desistiu (Dia 60)            | Desistiu (Dia 60)            |
| João         | Bernardina Yana                                | Não Elegível                          | Rute Juliana                             | Não Elegível                                 | Érica Sofia Juliana               | Imune                                   | Nomeado                                | Nomeado                                | Eliminado (Dia 57)                          | Eliminado (Dia 57)                      | Eliminado (Dia 57)  | Eliminado (Dia 57)                              | Eliminado (Dia 57)           | Eliminado (Dia 57)           |
| Diana        | Não Elegível                                   | Bruno Tierry Tierry                   | Nomeada                                  | Tiago                                        | Não Elegível                      | Bruno                                   | Bruno Luís                             | Eliminada (Dia 50)                     | Eliminada (Dia 50)                          | Eliminada (Dia 50)                      | Eliminada (Dia 50)  | Eliminada (Dia 50)                              | Eliminada (Dia 50)           | Eliminada (Dia 50)           |
| Lourenço     | Bernardina Sofia                               | Não Elegível                          | Rute Rute Juliana                        | Não Elegível                                 | Érica Sofia Juliana               | Nomeado                                 | Eliminado (Dia 43)                     | Eliminado (Dia 43)                     | Eliminado (Dia 43)                          | Eliminado (Dia 43)                      | Eliminado (Dia 43)  | Eliminado (Dia 43)                              | Eliminado (Dia 43)           | Eliminado (Dia 43)           |
| Tierry       | Bernardina Yana                                | Não Elegível                          | Diana Bernardina                         | Imune                                        | Joana Érica Joana Diana           | Desistiu (Dia 37)                       | Desistiu (Dia 37)                      | Desistiu (Dia 37)                      | Desistiu (Dia 37)                           | Desistiu (Dia 37)                       | Desistiu (Dia 37)   | Desistiu (Dia 37)                               | Desistiu (Dia 37)            | Desistiu (Dia 37)            |
| Juliana      | Nomeada                                        | Aníbal Diogo                          | Nomeada                                  | Luís                                         | Nomeada                           | Eliminada (Dia 36)                      | Eliminada (Dia 36)                     | Eliminada (Dia 36)                     | Eliminada (Dia 36)                          | Eliminada (Dia 36)                      | Eliminada (Dia 36)  | Eliminada (Dia 36)                              | Eliminada (Dia 36)           | Eliminada (Dia 36)           |
| Pedro        | Não está na Casa                               | Imune                                 | Diana Sofia Sofia                        | Nomeado                                      | Eliminado (Dia 29)                | Eliminado (Dia 29)                      | Eliminado (Dia 29)                     | Eliminado (Dia 29)                     | Eliminado (Dia 29)                          | Eliminado (Dia 29)                      | Eliminado (Dia 29)  | Eliminado (Dia 29)                              | Eliminado (Dia 29)           | Eliminado (Dia 29)           |
| Rute         | Não está na Casa                               | Não pode nomear                       | Nomeada                                  | Eliminada (Dia 22)                           | Eliminada (Dia 22)                | Eliminada (Dia 22)                      | Eliminada (Dia 22)                     | Eliminada (Dia 22)                     | Eliminada (Dia 22)                          | Eliminada (Dia 22)                      | Eliminada (Dia 22)  | Eliminada (Dia 22)                              | Eliminada (Dia 22)           | Eliminada (Dia 22)           |
| Aníbal       | Bernardina Yana                                | Nomeado                               | Eliminado (Dia 15)                       | Eliminado (Dia 15)                           | Eliminado (Dia 15)                | Eliminado (Dia 15)                      | Eliminado (Dia 15)                     | Eliminado (Dia 15)                     | Eliminado (Dia 15)                          | Eliminado (Dia 15)                      | Eliminado (Dia 15)  | Eliminado (Dia 15)                              | Eliminado (Dia 15)           | Eliminado (Dia 15)           |
| Yana         | Nomeada                                        | Eliminada (Dia 8)                     | Eliminada (Dia 8)                        | Eliminada (Dia 8)                            | Eliminada (Dia 8)                 | Eliminada (Dia 8)                       | Eliminada (Dia 8)                      | Eliminada (Dia 8)                      | Eliminada (Dia 8)                           | Eliminada (Dia 8)                       | Eliminada (Dia 8)   | Eliminada (Dia 8)                               | Eliminada (Dia 8)            | Eliminada (Dia 8)            |
|              |                                                |                                       |                                          |                                              |                                   |                                         |                                        |                                        |                                             |                                         |                     |                                                 |                              |                              |
| Notas        | 1                                              | 2                                     | 3                                        | 4                                            |                                   | 6                                       | 7                                      | 8                                      | 9                                           | 10                                      | 11                  | 12                                              |                              |                              |
| Desistências | ---                                            | ---                                   | ---                                      | ---                                          | ---                               | Tierry                                  | ---                                    | ---                                    | Bruno                                       | ---                                     | ---                 | ---                                             | ---                          | ---                          |
| Nomeados     | Bernardina Juliana Yana                        | Bruno Aníbal Rúben                    | Diana Rute Juliana                       | Bernardina Pedro Rúben                       | Érica Juliana                     | Lourenço Rúben Bruno                    | Diana Bruno João                       | Joana Bruno João                       | Débora Bernardina Érica                     | Diogo Maria J. Rúben                    | Rúben Diogo         | Bernardina Diogo Érica Sofia Tiago              | Joana Luís Érica Diogo Sofia | Joana Luís Érica Diogo Sofia |
| Eliminado    | Yana 39% dos votos                             | Aníbal 90% dos votos                  | Rute 61% dos votos                       | Pedro 54% dos votos                          | Juliana 56% dos votos             | Lourenço 70% dos votos                  | Diana 54% dos votos                    | João 58% dos votos                     | Débora 72% dos votos                        | Maria J. 60% dos votos                  | Rúben 61% dos votos | Tiago 10% dos votos                             | Joana 3% dos votos           | Érica 8% dos votos           |
| Eliminado    | Yana 39% dos votos                             | Aníbal 90% dos votos                  | Rute 61% dos votos                       | Pedro 54% dos votos                          | Juliana 56% dos votos             | Lourenço 70% dos votos                  | Diana 54% dos votos                    | João 58% dos votos                     | Débora 72% dos votos                        | Maria J. 60% dos votos                  | Rúben 61% dos votos | Bernardina 10% dos votos                        | Diogo 12% dos votos          | Sofia 30% dos votos          |
| Salvos       | Bernardina 35% dos votos Juliana 26% dos votos | Bruno 6% dos votos Rúben 4% dos votos | Diana 32% dos votos Juliana 7% dos votos | Bernardina 35% dos votos Rúben 11% dos votos | Érica 44% dos votos               | Bruno 18% dos votos Rúben 12% dos votos | Bruno 24% dos votos João 22% dos votos | Bruno 33% dos votos Joana 9% dos votos | Érica 19% dos votos Bernardina 9% dos votos | Diogo 22% dos votos Rúben 18% dos votos | Diogo 39% dos votos | ? 19% dos votos ? 28% dos votos ? 33% dos votos | Luís 47% dos votos           | Luís 47% dos votos           |

Legenda
     Nomeado/a
     Imune
     Não elegível nas nomeações
     Não está na casa ou esteve no Quarto Secreto
- Nota 0: A Bernardina foi nomeada pela Voz na quarta semana, a Diana foi nomeada pelas familiares das concorrentes femininas na sétima semana e a Joana foi nomeada pela Voz na oitava semana.
- Nota 1: O Luís foi bem sucedido na sua missão de fazer os colegas acreditar que era gago, mas, em vez de receber imunidade, teve de a oferecer a uma das raparigas. Escolheu a Joana, que ficou a salvo das nomeações. Depois, os rapazes nomearam uma rapariga na primeira ronda, e foi Bernardina a escolhida para ficar nomeada. Esta foi nomeada por Aníbal, Bruno, Diogo, João, Lourenço e Tierry. Foi feita uma segunda ronda, onde Yana foi a escolhida para se juntar a Bernardina, tendo sido votada por Aníbal, Diogo, João, Tiago e Tierry. Por último, todos os rapazes foram até ao confessionário para fazer uma última nomeação surpresa, mas eles não se conseguiram decidir. Então, foi Luís quem acabou por escolher que Juliana ficaria nomeada. Bernardina, Yana e Juliana são as três primeiras nomeadas.
- Nota 2: Pedro e Rute não podem nomear nem ser nomeados. Aníbal e Bruno, na primeira ronda, estão empatados com dois votos e são os novos concorrentes a desempatar, escolhendo Bruno para ficar nomeado. Na segunda ronda, Aníbal fica nomeadas com 3 votos, de Sofia, Juliana e Maria Joana. No final, houve ainda uma terceira ronda que levou ao empate entre Rúben e Tierry a duas nomeações. Pedro e Rute voltaram a desempatar e a escolher Rúben para ficar nomeado.
- Nota 3: Diana e Rute estavam empatadas a quatro votos e na segunda ronda, Diana ficou nomeada. Na segunda ronda, Rute ficou nomeada, com sete votos e os únicos que não a nomearam foram Pedro, Rúben e Tierry. Na terceira e última ronda, Juliana foi a escolhida, com cinco votos, de Bruno, Diogo, João, Lourenço e Luís.
- Nota 4: Na Gala de Domingo, Joana teve um dilema: a concorrente poderia abraçar a mãe, mas para isso Bernardina seria automaticamente nomeada. Joana decidiu ver a mãe e Bernardina é a primeira nomeada da 4ª semana. Também Tierry teve um dilema: poderia ganhar imunidade, mas teria de nomear automaticamente a Sofia. Ele recusou, mas a Voz premiou a sua sensatez, mantendo a sua imunidade. Nas nomeações, os rapazes nomearam um rapaz com a ardósia. Bruno, Diogo, João, Luís e Tiago nomearam o Pedro, que ficou nomeado, Lourenço nomeou o Rúben, Rúben nomeou o Lourenço, Pedro e Tierry nomearam o Tiago.
- Nota 6: Rapazes nomeiam um rapaz com as ardósias. Lourenço foi nomeado com os votos de Bruno, Luís, Rúben e Tiago, e ficou nomeado, Rúben foi nomeado pelo Diogo e pelo Lourenço e João nomeou o Bruno.
- Nota 7: Excecionalmente, na noite de expulsão, há nomeações e surpreendentemente familiares das concorrentes femininas foram convidadas a nomear uma rapariga diretamente. A mãe da Maria Joana, a tia da Érica e a mãe da Bernardina nomearam a Diana, a mãe da Débora e a mãe da Diana nomearam a Sofia, a mãe da Joana e a irmã da Sofia nomearam a Débora. Diana fica automaticamente nomeada. Na noite de nomeações, a Teresa começou por enganar os concorrentes com uma pequena partida, pedindo aos rapazes para nomearem uma rapariga. Tiago, Rúben e Diogo nomearam a Débora, Luís nomeou a Maria Joana, João nomeou a Sofia e Bruno nomeou a Joana.
- Nota 8: Joana e Bernardina foram nomeadas automaticamente pela Voz no Domingo por não protegerem o segredo que ambas têm em comum. Na terça-feira, as raparigas nomeiam novamente os rapazes. Bruno é nomeado na primeira ronda, com os votos de Bernardina e de Joana. João é nomeado na segunda ronda com 3 votos, da Sofia, da Érica e da Joana.
- Nota 9: Na Gala de Domingo, as raparigas tiveram de nomear uma das colegas por voto secreto. Débora obteve 3 votos, e ficou nomeada, Érica recebeu 2 votos e Maria Joana apenas 1 voto.
- Nota 10: Na Gala de Domingo, as raparigas tiveram de nomear um rapaz por voto secreto. Diogo e Luís tiveram 2 votos, Rúben e Tiago tiveram apenas 1 voto. Houve um empate e as 3 nomeadas tiveram de decidir. Débora e Bernardina nomearam o Diogo e Érica nomeou o Luís. Diogo fica nomeado.
- Nota 11: Na Gala de Domingo, todos os residentes puderam escolher um para estar directamente na final. O concorrente com mais votos será automaticamente finalista. Rúben escolheu a Joana, Tiago escolheu a Bernardina, Maria Joana escolheu o Diogo e Diogo escolheu a Sofia, a Érica votou no Luís, o Luís votou na Joana, a Sofia votou no Diogo, a Bernardina votou no Tiago e a Joana votou no Luís. No desempate, Bernardina, Diogo, Rúben e Tiago votaram na Joana, Érica e Joana votaram no Luís, Maria Joana e Sofia votaram no Diogo.
- Nota 12: Luís e Joana já são finalistas, por isso, não podem ser nomeados. Todos os restantes concorrentes estão a votos, e durante a Gala de Domingo serão revelados os restantes 3 finalistas, ou seja, será uma dupla expulsão durante a Semifinal. Durante a Gala, descobriu-se que Tiago e Bernardina tinham sido expulsos, cada um com 10% dos votos. A percentagem dos restantes 3 nomeados foi revelada, mas não foi revelado a quem pertencia cada percentagem. Assim sendo, Érica, Sofia e Diogo são finalistas, e apenas se sabe que um deles recebeu 33% dos votos, outro recebeu 28% dos votos e outro recebeu 19% dos votos.

### Votação dos residentes
|             | Sem 1 | Sem 2     | Sem 3     | Sem 4     | Sem 5     | Sem 6     | Sem 7     | Sem 8     | Sem 9     | Sem 10    | Sem 11    | Sem 12    | Sem 13    | Sem 14    | Total |
| ----------- | ----- | --------- | --------- | --------- | --------- | --------- | --------- | --------- | --------- | --------- | --------- | --------- | --------- | --------- | ----- |
| Luís        | –     | 1         | –         | 1         | –         | 0         | 3         | 2         | –         | 4         | 2         | –         | –         | Vencedor  | 13    |
| Sofia       | 2     | –         | 2         | –         | 7         | –         | 2         | –         | 0         | 0         | –         | –         | –         | 2º Lugar  | 13    |
| Diogo       | –     | 1         | –         | 0         | –         | 0         | 1         | 1         | –         | –         | 4         | –         | –         | 3º Lugar  | 7     |
| Érica       | –     | –         | –         | –         | 8         | –         | –         | –         | 5         | 0         | –         | –         | –         | 4º Lugar  | 13    |
| Joana       | –     | –         | 2         | –         | 2         | –         | 0         | –         | 1         | 0         | –         | –         | –         | 5º Lugar  | 5     |
| Bernardina  | 6     | –         | 2         | –         | 5         | –         | –         | –         | –         | 1         | –         | –         | Eliminada | Eliminada | 14    |
| Tiago       | –     | 2         | –         | 3         | –         | 3         | 0         | 2         | –         | 1         | 0         | –         | Eliminado | Eliminado | 11    |
| Rúben       | –     | 5         | –         | 5         | –         | 5         | 2         | 1         | –         | 4         | 2         | Eliminado | Eliminado | Eliminado | 24    |
| Maria Joana | 2     | –         | 1         | –         | 0         | –         | 0         | –         | 2         | 4         | Eliminada | Eliminada | Eliminada | Eliminada | 9     |
| Débora      | 2     | –         | –         | –         | 2         | –         | 2         | –         | –         | Eliminada | Eliminada | Eliminada | Eliminada | Eliminada | 6     |
| Bruno       | –     | 2         | –         | 1         | –         | 9         | 3         | 2         | –         | Desistiu  | Desistiu  | Desistiu  | Desistiu  | Desistiu  | 17    |
| João        | –     | 3         | –         | 1         | –         | –         | 5         | 5         | Eliminado | Eliminado | Eliminado | Eliminado | Eliminado | Eliminado | 14    |
| Diana       | 1     | –         | 4         | –         | 3         | –         | 3         | Eliminada | Eliminada | Eliminada | Eliminada | Eliminada | Eliminada | Eliminada | 11    |
| Lourenço    | –     | 0         | –         | 1         | –         | 4         | Eliminado | Eliminado | Eliminado | Eliminado | Eliminado | Eliminado | Eliminado | Eliminado | 5     |
| Tierry      | –     | 5         | –         | –         | –         | Desistiu  | Desistiu  | Desistiu  | Desistiu  | Desistiu  | Desistiu  | Desistiu  | Desistiu  | Desistiu  | 5     |
| Juliana     | –     | –         | 5         | –         | 5         | Eliminada | Eliminada | Eliminada | Eliminada | Eliminada | Eliminada | Eliminada | Eliminada | Eliminada | 10    |
| Pedro       |       | –         | –         | 5         | Eliminado | Eliminado | Eliminado | Eliminado | Eliminado | Eliminado | Eliminado | Eliminado | Eliminado | Eliminado | 5     |
| Rute        |       | –         | 10        | Eliminada | Eliminada | Eliminada | Eliminada | Eliminada | Eliminada | Eliminada | Eliminada | Eliminada | Eliminada | Eliminada | 10    |
| Aníbal      | –     | 5         | Eliminado | Eliminado | Eliminado | Eliminado | Eliminado | Eliminado | Eliminado | Eliminado | Eliminado | Eliminado | Eliminado | Eliminado | 5     |
| Yana        | 5     | Eliminada | Eliminada | Eliminada | Eliminada | Eliminada | Eliminada | Eliminada | Eliminada | Eliminada | Eliminada | Eliminada | Eliminada | Eliminada | 5     |

      Automaticamente nomeado(a).

     Não elegível.

     Imune.

      Não está na Casa.

      Não há votações dos residentes.

### Votação do público
| Semana    | Nomeados                                                | Votação do público                                                                                    | Expulsão           |
| --------- | ------------------------------------------------------- | --- | ------------------ |
| Semana 1  | Bernardina (6 Votos), Yana (5 Votos), Juliana (Rapazes) | Bernardina (35%), Yana (39%), Juliana (26%)                                                           | Yana               |
| Semana 2  | Bruno (2 Votos), Aníbal (3 Votos), Rúben (2 Votos)      | Bruno (6%), Aníbal (90%), Rúben (4%)                                                                  | Aníbal             |
| Semana 3  | Diana (5 Votos), Rute (6 Votos), Juliana (5 Votos)      | Diana (32%), Rute (61%), Juliana (7%)                                                                 | Rute               |
| Semana 4  | Bernardina (VOZ), Pedro (5 Votos), Rúben (4 Votos)      | Bernardina (35%), Pedro (54%), Rúben (11%)                                                            | Pedro              |
| Semana 5  | Érica (7 Votos), Juliana (4 Votos)                      | Érica (44%), Juliana (56%)                                                                            | Juliana            |
| Semana 6  | Lourenço (4 Votos), Rúben (4 Votos), Bruno (5 Votos)    | Lourenço (70%), Rúben (12%), Bruno (18%)                                                              | Lourenço           |
| Semana 7  | Diana (3 Votos), Bruno (3 Votos), João (3 Votos)        | Diana (54%), Bruno (24%), João (22%)                                                                  | Diana              |
| Semana 8  | Joana (VOZ), Bruno (2 Votos), João (3 Votos)            | Joana (9%), Bruno (33%), João (58%)                                                                   | João               |
| Semana 9  | Débora (3 Votos), Bernardina (VOZ), Érica (3 Votos)     | Débora (72%), Bernardina (9%), Érica (19%)                                                            | Débora             |
| Semana 10 | Diogo (2 Votos), Maria Joana (4 Votos), Rúben (3 Votos) | Diogo (22%), Maria Joana (60%), Rúben (18%)                                                           | Maria Joana        |
| Semana 11 | Rúben (2 Votos), Diogo (3 Votos)                        | Rúben (61%), Diogo (39%)                                                                              | Rúben              |
| Semana 12 | Diogo, Tiago, Érica, Sofia, Bernardina                  | Diogo (não revelado %), Tiago (10%), Érica (não revelado %), Sofia (não revelado %), Bernardina (10%) | Tiago e Bernardina |
| Semana 13 | Não há nomeações                                        | Não há nomeações                                                                                      | Ninguém Sai        |
| Final     | Joana, Luís, Diogo, Érica, Sofia                        | Joana (3%), Luís (47%), Diogo (12%), Érica (8%), Sofia (30%)                                          | Finalistas         |

## Segredos
| Segredo                                                                | Concorrente         | Quem descobriu           | Dia na casa |
| ---------------------------------------------------------------------- | ------------------- | ------------------------ | ----------- |
| Oiço vozes dentro da minha cabeça                                      | Juliana2, 3         | ---                      | ---         |
| Mudei de sexo este ano                                                 | Lourenço2           | Joana                    | Dia 25      |
| Sou herdeiro/a de uma grande fortuna                                   | Bruno2, 4           | Érica                    | Dia 50      |
| Sou o infiltrado da Voz                                                | João1, 3            | ---                      | ---         |
| Fui escolhida por um concorrente                                       | Diana1, 3           | ---                      | ---         |
| Sofri um enfarte do miocárdio                                          | Diogo2              | Sofia                    | Dia 91      |
| Mantenho uma lista de todas as pessoas com quem me envolvi sexualmente | Érica2              | Sofia                    | Dia 45      |
| Sou vítima de roubo de identidade na internet                          | Débora2, 3          | ---                      | ---         |
| Nunca conheci o meu pai                                                | Yana3               | ---                      | ---         |
| Participo em "swing"                                                   | Rúben2, 3           | ---                      | ---         |
| Sou irmão de uma figura pública                                        | Luís2               | Tiago                    | Dia 82      |
| Roubei para comer                                                      | Aníbal3             | ---                      | ---         |
| Somos falsas inimigas                                                  | Joana e Bernardina1 | A Voz revelou o segredo  | Dia 49      |
| Salvei duas pessoas da morte                                           | Pedro3              | ---                      | ---         |
| Fui torturada pela minha mãe                                           | Rute2, 3            | ---                      | ---         |
| Sou descendente de aristocratas                                        | Maria Joana         | Débora                   | Dia 61      |
| A minha mãe adivinha o futuro                                          | Tiago2              | ---                      | ---         |
| Temos uma filha em comum                                               | Sofia e Tierry2, 4  | Tierry revelou o segredo | Dia 12      |

Notas
 1 - O segredo foi atribuído pela Voz ao concorrente na Gala de estreia.
 2 - O segredo foi revelado pelo concorrente na Gala semanal.
 3 - O/A concorrente saiu da casa antes do segredo ter sido descoberto pelos companheiros e no caso de ainda não ter sido desvendado, foi revelado no exterior pelo(a) próprio(a) ou na Gala semanal pela apresentadora.
 4 - O concorrente violou as regras revelando o segredo aos outros residentes

### Tentativas de descobertas
| Segredo                                                            | Concorrente        | Quem pensa que descobriu | Data da tentativa |
| ------------------------------------------------------------------ | ------------------ | ------------------------ | ----------------- |
| Sobrevivi a um ataque de um tubarão                                | Lourenço           | Érica                    | 7 de Outubro      |
| Somos um casal falso                                               | João e Diana       | Tierry                   | 10 de Outubro     |
| Sou compositor de músicas populares portuguesas                    | Luís               | Joana                    | 11 de Outubro     |
| Somos irmãos                                                       | Rúben e Luís       | Rute                     | 16 de Outubro     |
| Fui vítima de assédio sexual                                       | Débora             | Juliana                  | 16 de Outubro     |
| O meu ex-namorado está na casa                                     | Maria Joana        | Lourenço                 | 17 de Outubro     |
| Fui vítima de Bullying                                             | Tiago              | Tierry                   | 23 de Outubro     |
| Sou transexual                                                     | Lourenço           | Joana                    | 24 de Outubro     |
| Somos um casal                                                     | João e Diana       | Luís                     | 25 de Outubro     |
| Sou cantor de música popular portuguesa                            | Luís               | Diogo                    | 29 de Outubro     |
| Fui responsável por sequelas físicas e psicológicas a um individuo | Diogo              | Juliana                  | 1 de Novembro     |
| Sou o segredo da Casa                                              | Érica              | Diogo                    | 1 de Novembro     |
| Tenho um irmão dentro da Casa                                      | Érica              | Lourenço                 | 5 de Novembro     |
| Sou coreógrafa de danças exóticas                                  | Bernardina         | Rúben                    | 8 de Novembro     |
| Sou cleptomaníaco                                                  | Tiago              | Bruno                    | 8 de Novembro     |
| Mantenho uma lista de todas as pessoas com quem tive sexo          | Érica              | Sofia                    | 12 de Novembro    |
| Somos falsas irmãs                                                 | Joana e Bernardina | Tiago                    | 15 de Novembro    |
| Sou associado ao Futuro                                            | Tiago              | Bernardina               | 15 de Novembro    |
| Sou herdeiro de um grande testamento                               | Bruno              | Érica                    | 18 de Novembro    |
| Eu sou famoso de um programa de televisão                          | Luís               | Joana                    | 23 de Novembro    |
| Sou descendente da nobreza                                         | Maria Joana        | Débora                   | 29 de Novembro    |
| Fui punido por cometer um crime                                    | Diogo              | Érica                    | 4 de Dezembro     |
| Fui retirado dos meus pais quando era criança                      | Rúben              | Joana                    | 5 de Dezembro     |
| Fui enviado para um orfanato pelos meus pais                       | Rúben              | Tiago                    | 10 de Dezembro    |
| Tenho um irmão famoso                                              | Luís               | Tiago                    | 20 de Dezembro    |
| Já tive um ataque cardíaco                                         | Diogo              | Sofia                    | 29 de Dezembro    |

## Saldos
| Concorrente | Dia 1    | Sem 1    | Sem 2    | Sem 3    | Sem 4    | Sem 5    | Sem 6    | Sem 7 | Sem 8 | Sem 9 | Sem 10   | Sem 11   | Sem 12    | Sem 13 | Final              |  |
| ----------- | -------- | -------- | -------- | -------- | -------- | -------- | -------- | ----- | ----- | ----- | -------- | -------- | --------- | ------ | ------------------ |  |
| Luís        | 10 000 € | 7 300 €  | 15 100 € | 16 900 € | 9 000 €  | 15 200 € | 20 200 € | —     | —     | —     | 31 200 € | 25 000 € | 850€      | —      | 5 185 € + 30 000 € |  |
| Sofia       | 10 000 € | 0 €      | 0 €      | 0 €      | 5 000 €  | 5 000 €  | 4 600 €  | —     | —     | —     | 18 400 € | 14 300 € | 11 950 €  | —      | 5 615 €            |  |
| Diogo       | 10 000 € | 8 100 €  | 7 500 €  | 6 600 €  | 6 500 €  | 6 800 €  | 7 800 €  | —     | —     | —     | 16 400 € | 9 100 €  | 5 250 €   | —      | 2 000 €            |  |
| Érica       | 10 000 € | 8 000 €  | 1 500 €  | 3 200 €  | 16 200 € | 2 000 €  | 9 900 €  | —     | —     | —     | 5 400 €  | 7 350 €  | 1.550,20€ | —      | 2 700 €            |  |
| Joana       | 10 000 € | 10 100 € | 0 €      | 1 100 €  | 8 900 €  | 10 300 € | 12 100 € | —     | —     | —     | 4 600 €  | 4 700 €  | 1 910 €   | —      | 2 900 €            |  |
| Bernardina  | 10 000 € | 6 700 €  | 2 200 €  | 4 000 €  | 3 600 €  | 5 900 €  | 12 000 € | —     | —     | —     | 5 800 €  | 3 310 €  | 4 210 €   |        |                    |  |
| Tiago       | 10 000 € | 6 600 €  | 10 600 € | 12 200 € | 9 700 €  | 9 700 €  | 14 200 € | —     | —     | —     | 13 200 € | 10 350 € | 17 452 €  |        |                    |  |
| Rúben       | 10 000 € | 6 900 €  | 6 400 €  | 8 000 €  | 9 500 €  | 9 300 €  | 5 300 €  | —     | —     | —     | 15 600 € | 6 800 €  |           |        |                    |  |
| Maria Joana | 10 000 € | 8 100 €  | 9 000 €  | 14 800 € | 15 300 € | 15 300 € | 0 €      | —     | —     | —     | 200€     |          |           |        |                    |  |
| Débora      | 10 000 € | 7 600 €  | 7 100 €  | 11 600 € | 9 600 €  | 10 100 € | 11 800 € | —     | —     | —     |          |          |           |        |                    |  |
| Bruno       | 10 000 € | 8 000 €  | 2 500 €  | 2 000 €  | 1 000 €  | 1 000 €  | 2 500 €  | —     | —     |       |          |          |           |        |                    |  |
| João        | 10 000 € | 6 300 €  | 8 000 €  | 8 800 €  | 8 300 €  | 16 700 € | 18 100 € | —     | —     |       |          |          |           |        |                    |  |
| Diana       | 10 000 € | 8 400 €  | 13 300 € | 13 300 € | 17 300 € | 18 800 € | 21 200 € | —     |       |       |          |          |           |        |                    |  |
| Lourenço    | 10 000 € | 8 000 €  | 11 000 € | 5 400 €  | 0 €      | 15 000 € | 8 800 €  |       |       |       |          |          |           |        |                    |  |
| Tierry      | 10 000 € | 8 000 €  | 0 €      | 3 500 €  | 3 600 €  | 3 700 €  |          |       |       |       |          |          |           |        |                    |  |
| Juliana     | 10 000 € | 11 100 € | 6 400 €  | 5 800 €  | 5 900 €  | 5 900 €  |          |       |       |       |          |          |           |        |                    |  |
| Pedro       |          | 10 000 € | 9 500 €  | 8 000 €  | 7 000 €  |          |          |       |       |       |          |          |           |        |                    |  |
| Rute        |          | 10 000 € | 9 500 €  | 6 500 €  |          |          |          |       |       |       |          |          |           |        |                    |  |
| Aníbal      | 10 000 € | 8 800 €  | 3 900 €  |          |          |          |          |       |       |       |          |          |           |        |                    |  |
| Yana        | 10 000 € | 10 000 € |          |          |          |          |          |       |       |       |          |          |           |        |                    |  |

(Obs.: valores atualizados através da aplicação interativa MEO.)
Legenda
     Perdeu o dinheiro
     Manteve o dinheiro
     Aumentou o dinheiro
     Dinheiro que levou para casa
     Não está na casa

## Recordes da edição
| Número de concorrentes                                     | 21                                                                    |
| Concorrente nunca nomeado(a)                               | Luís e Tierry                                                         |
| Concorrente mais vezes nomeado(a)                          | Rúben - 5 nomeações                                                   |
| Concorrente que mais "sobreviveu" às nomeações             | Bruno e Rúben - "sobreviveram" a 4 nomeações                          |
| Concorrente mais vezes imune                               | Joana - 3 imunidades                                                  |
| Concorrente eliminado(a) com menor percentagem             | Bernardina e Tiago - 10% (cada um) para salvar, contra 3 concorrentes |
| Concorrente eliminado(a) com maior percentagem             | Aníbal - 90% para expulsar, contra 2 concorrentes                     |
| Nomeado(a) com menor percentagem de voto                   | Rúben - 4% para expulsar, contra 2 concorrentes                       |
| Desistências                                               | 2 - Tierry e Bruno                                                    |
| Finalista com mais dinheiro na final                       | Sofia - 5.615 €                                                       |
| Finalista com menos dinheiro na final                      | Diogo - 2.000 €                                                       |
| Concorrente com mais dinheiro numa semana                  | Luís - 31.200 € (10.ª semana)                                         |
| Concorrente com menos dinheiro numa semana (excluindo 0 €) | Maria Joana - 200 € (10.ª semana)                                     |